# PFSP - SDP
PFSP — Dr Jovan Krkobabić och SDP — Dr Nebojša Čović var en serbisk valallians, bestående av partierna:
- Partiet för Förenade serbiska pensionärer (PFSP)
- Socijaldemokratska partija (SDP)
- Socialistiska folkpartiet (SFP)

Alliansen ställde upp i parlamentsvalet i Serbien, den 21 januari 2007.
Man fick 125 324 röster (3,11 %) och misslyckades därmed med att erövra några platser i nationalförsamlingen.